# ライフ・L190
ライフ・L190 (Life L190) は、イタリアのレーシングチーム、ライフ・レーシング・エンジンズが1990年のF1世界選手権に投入したフォーミュラ1カー。L190は2種類のエンジン、ロッキW12とジャッドV8を搭載した。序盤2戦をゲイリー・ブラバム、残りをブルーノ・ジャコメリがドライブした。

## 開発

### ファースト・L189
ライフ・L190は元々ファースト・L189として開発されたマシンであった。イタリア人ドライバーのランベルト・レオーニは自らのレーシングチーム、ファースト・レーシングを立ち上げ、1987年に国際F3000選手権に参戦する。1988年には翌年のF1世界選手権への参戦を計画し、マシンの開発を始める。L189は以前にフィッティパルディに所属していたブラジル出身のエンジニア、リカルド・ディビラ（のちにNISMOに永年在籍する）が設計を担当し、ジャッドV8エンジンを搭載した。元になったのはファースト・レーシングが国際F3000で使用していたマーチ・88Bであった。しかしながらマシンの開発途中でディビラはリジェに移籍し、レオーニはマシンの開発、製作をジャンニ・マレリが率いるミラネーゼに委託した。マレリは以前にフェラーリ、ザクスピードに在籍していたエンジニアであった。サスペンションはラルフ・ベラミーが開発した。L189はボローニャで開催された自動車ショーのエキシビジョンであるアッティリオ・ベッテガ・メモリアルに初めて登場した。
L189はFIAのクラッシュテストを受けたが、テストをパスすることはできずレオーニはF1に参戦することができなかった。彼はF1参戦を諦め、F3000へ戻っていった。レオーニはL189をエルネスト・ヴィタに売却した。

### ライフ・L190
L189はヴィタに売却されたことで、ライフ・L190と改名された。エンジンフレームは1990年シーズン開幕の数週間前、2月に結合された。L190のカーボンモノコックはW12エンジンおよび縦置きギアボックスと結合され、フロントサスペンションはプッシュロッドとダンパーを装着した。
L190はベネトンやマーチの影響を受け、幅の狭い車体であったが、後部は幅広のW12エンジンを搭載したため大きく膨らんでいた。その幅狭な車体はドライブするのが危険に感じられたが、特にエアインテイクがドライバーの肩の上に位置し、その点もまた危険に感じられた。

### W12エンジン
L190の搭載したエンジンはユニークなW12エンジンで、フランコ・ロッキが設計した物であった。ロッキは元フェラーリのエンジニアで、自らが開発したW12エンジンを用いてF1に参戦するという希望を持っていた。イタリア人実業家のエルネスト・ヴィタが自らのチームを結成、ロッキを招聘しその夢が実現することとなった。当初はこのW12エンジンを他チームに供給する考えであったが、それを希望するチームは無く、ヴィタはマシンも準備しなければならなくなり、参戦のめどが立たなくなっていたファースト・L189を購入してW12エンジンと搭載することとした。
ロッキのW12エンジン、F35はF1のレギュレーションに合わせて製作され、60度W型12気筒、排気量は3493cc、最高回転12,500rpmで650馬力を発揮した。燃料は直接噴射、1気筒当たり5バルブ、4本のオーバーヘッドカムシャフトを採用した。エンジンの全長は530mmで、コンパクトさが売りであった。

## レース戦績
ライフは1台体制でシーズンに望んだ。ドライバーにはゲイリー・ブラバムを起用したが、開幕戦から予備予選落ちした。2戦を走った時点でブラバムはチームに見切りを付けて離脱する。第3戦からブルーノ・ジャコメリがドライブするが、ジャコメリは6年ぶりのF1復帰であった。ドライバーが代わっても戦闘力は向上せず、予備予選落ちを続ける。チームはW12エンジンの使用を諦め、第13戦ポルトガルでジャッドエンジンを搭載したマシンを投入するが、それでも予備予選を通過することはできなかった。第14戦スペインを終えたところで、チームはF1から撤退する。L190は結局全戦で予備予選落ちし、決勝を走ることは無かった。

## F1における全成績
(key) （太字はポールポジション）
| 年     | シャシー     | エンジン        | タイヤ | ドライバー           | No. | 1    | 2    | 3    | 4    | 5    | 6    | 7    | 8    | 9    | 10   | 11   | 12   | 13   | 14   | 15  | 16  | ポイント | 順位 |
| ------ | ------------ | --------------- | ------ | -------------------- | --- | ---- | ---- | ---- | ---- | ---- | ---- | ---- | ---- | ---- | ---- | ---- | ---- | ---- | ---- | --- | --- | -------- | ---- |
| 1990年 | ライフ・L190 |                 | G      |                      |     | USA  | BRA  | SMR  | MON  | CAN  | MEX  | FRA  | GBR  | GER  | HUN  | BEL  | ITA  | POR  | ESP  | JPN | AUS | 0        | NC   |
| 1990年 | ライフ・L190 | ライフ・F35 W12 | G      | ゲイリー・ブラバム   | 39  | DNPQ | DNPQ |      |      |      |      |      |      |      |      |      |      |      |      |     |     | 0        | NC   |
| 1990年 | ライフ・L190 | ライフ・F35 W12 | G      | ブルーノ・ジャコメリ | 39  |      |      | DNPQ | DNPQ | DNPQ | DNPQ | DNPQ | DNPQ | DNPQ | DNPQ | DNPQ | DNPQ |      |      |     |     | 0        | NC   |
| 1990年 | ライフ・L190 | ジャッド CV V8  | G      | ブルーノ・ジャコメリ | 39  |      |      |      |      |      |      |      |      |      |      |      |      | DNPQ | DNPQ |     |     | 0        | NC   |

## 参照
1. ↑  Lamberto Leoni fonde First Racing, dans L'Automobile Magazine HS no 1092, mars 1990, p. 34
2. ↑  Riccardo Divila conçoit le châssis de la First, dans Sport-Auto HS no 12, 1990, p. 65
3. ↑   Ralph Bellamy chargé de la réalisation du système de suspension, sur clubf1.es, consulté le 14 février 2010
4. ↑   La L189 n'est pas homologuée en Formule 1, sur f1rejects.com, consulté le 14 février 2010
5. ↑  Leoni se heurte aux refus des manufacturiers de pneumatiques, dans L'Automobile Magazine HS no 1092, mars 1990, p. 34
6. ↑  Ernesto Vita rachète les droits de propriété intellectuelle du châssis First L189 à Leoni, dans Sport-Auto HS no 12, 1990, p. 65
7. ↑  Caractéristiques du Rocchi F35, sur statsf1.com, consulté le 13 février 2010